# Oswaldo Marcial Palavecino
Oswaldo Marcial Palavecino (Buenos Aires, 26 de julio de 1949 - Ibidem, 16 de agosto de 2020) fue un futbolista argentino. Se destacó por haber jugado la mayoría de su carrera en Colombia, donde jugó en varios equipos como Once Caldas, Atlético Nacional, Independiente Medellín, Santa Fe, Millonarios, Cúcuta Deportivo y Deportes Tolima.
Este magnífico goleador argentino pasó a la historia del fútbol colombiano, por ser de los pocos que ha rebasado la barrera de los doscientos (200) goles en el torneo y no fue campeón.  Murió el 16 de agosto de 2020 a la edad de 71 años.

## Trayectoria en Argentina
Más allá que la etapa consagratoria fue durante su paso por el fútbol colombiano, su actuación en Nueva Chicago fue recordado por haber marcado cinco goles en un partido. El hecho ocurrió en la última fecha del torneo reclasificatorio cuando consiguió obtenerlos ante Tigre (5-1) en cancha de Ferro, el 6 de diciembre, que decretó el descenso de Tigre a Primera C y la permanencia de Chicago en Primera B. Oscar Cáceres fue el arquero vencido. En el club, participó en 48 partidos y señalo 17 goles.
Nació el 26 de julio de 1949. Histórico vecino de ciudad Evita, comenzó su carrera deportiva en Sacachispas por gestión del técnico Héctor Rama, en 1969 pasó por la tercera de Racing Club y al año siguiente llegó cedido en préstamo a Nueva Chicago. Oficialmente se presentó el 30 de mayo de 1970 ante Almagro y ese día marcó sus primeros dos goles. Luego, dos temporadas en Vélez, nuevamente un año en Nueva Chicago, otro en Argentinos Juniors y en 1975 viajó a Colombia. Allí, tras pasar por siete equipos, es considerado uno de los grandes ídolos.

## Trayectoria en Colombia

### Once Caldas
Llegó en 1975 para el Once caldas, después de jugar en el Club Atlético Vélez Sarsfield,  el Club Atlético Nueva Chicago y el Club Atlético Argentinos Juniors de Buenos Aires. Oficialmente en Argentina, tiene un gol con Vélez.
A Manizales llega como llegaron siempre los grandes goleadores a Colombia, es decir, callados, sin nombre, con muchos sueños, escapándole a la dura competencia del fútbol argentino de aquella época, que no vendía sus talentos, por lo tanto figurar era mucho más difícil. Así como Palavecino, llegaron, "la Fiera" Cáceres, Miguel Oswaldo González, Pedro Manuel Olalla, Sergio Galván, Miguel Ángel Converti, Juan José Irigoyen,  Hugo Horacio Lóndero, José María Ferrero, "la chancha" Fernández y Tito Manuel Gómez, entre otros muchos que dejaron huellas imborrables en las canchas.
El primer gol lo hizo de tiro libre al Bucaramanga.
En Manizales empezó a figurar como la solución a la falta de gol del cuadro "albo". Allí se encontró con un equipo que jugaba para él. El gran volante argentino Sergio Cierra y los punteros antioqueños, Nelson Gallego y Antonio Ríos, se convirtieron en los cómplices de un juego perfecto que permitió al Once Caldas clasificar al hexagonal final, quedando 5°, en una de las mejores campañas del equipo en la década del 70.

### Atlético Nacional
En 1977 fue comprado por el Atlético Nacional de Don Hernán Botero Moreno. Oswaldo Juan Zubeldía le había "echado el ojo" en el torneo anterior, y lo necesitaba para convertirse en el gran finalizador de las jugadas creadas por las estrellas del Nacional. En Medellín, Oswaldo Marcial, encontró el lugar perfecto para vivir, jugar y disfrutar de su cuarto de hora. Salió goleador del torneo colombiano en 1977 y 1978. Visto de esta manera, su alto costo, bien valió la pena. Pagó con creces su valor.
Zubeldía montó una estructura tal, que el equipo verdolaga se convirtió en el único que le luchaba el título del torneo, a Millonarios y Cali, las potencias del momento. 
En Nacional, junto a Pedro Sarmiento, Hernán Darío Herrera, Norberto Peluffo, el arquero argentino Raúl Ramón Navarro Paviato, el peruano Guillermo La Rosa, Iván Darío "chumi" Castañeda, Francisco Maturana, formaron un conjunto que llenaba el Atanasio, y que aunque no consiguió títulos, siempre será recordado por la hinchada nacionalista, como uno de los mejores de toda la historia.
En el conjunto verdolaga jugó 172 partidos (166 por Categoría Primera A y 6 en la Copa Libertadores 1977) marcando 84 goles (83 en Primera A y 1 por Copa Libertadores).
Para los niños de aquella época, Palavecino se convirtió en el goleador a imitar. Para muchos, cuando en 1980, pasa al Medellín, fue un poco difícil de entender. no era posible verlo vestido de rojo.

### Independiente Medellín
El Independiente Medellín se propuso armar un equipazo para 1980. Incorporó grandes jugadores, pero desafortunadamente, la combinación de estrellas del fútbol colombiano, dio al traste los sueños de la hinchada poderosa. La nómina de lujo estuvo comandada por el goleador del torneo de 1979, el argentino Juan José "el búho" Irigoyen, Ernesto Díaz de Santa Fe, los argentinos Manuel Benjamín Pereira, Fernando Donaires, y por supuesto, Palavecino, quien venía del rival de patio Atlético Nacional, reemplazado por Eduardo Vilarete, quien había regresado del Bucaramanga.
Se esperaba mucho de este equipo. En el torneo apertura, quedó 11° con 22 puntos en 26 partidos jugados. En el torneo finalización, fue 5° del grupo B con 20 puntos en 21 partidos. Esto no le alcanzó para los cuadrangulares finales, y en la reclasificación fue 12°, superando sólo a Quindío y Bucaramanga. Una lección más de que lo importante es el equipo y no la nómina. 

### Independiente Santa Fe
En 1981, Independiente Santa Fe, consciente de la falta de gol, contrata a Palavecino. Allí otra vez se sintió acompañado y salió como el segundo goleador del torneo, con 21 goles, 8 menos que el primero, el Argentino, Víctor Hugo Del Río. Compartió equipo con Alfonso cañón el máximo ídolo del cuadro cardenal,  y con un gran delantero, como Miguel Ángel Converti, con el cual armaron una dupla a la que todos los defensas y arqueros temían.

### Millonarios
En 1982, cambia de orilla en la misma ciudad. Llega a Millonarios, el equipo de mayor historia en ese momento en el fútbol colombiano. El cuadro "embajador" armó un buen equipo con una nómina llena de buenos nombres entre los que se destacaban los argentinos recién llegados, como Alberto Pedro Vivalda, un arquero de grata recordación, Jose Daniel Van Tuyne, Central rosarino de excelentes condiciones, Alejandro Esteban Barberón, estelar puntero izquierdo, que perteneció a Independiente Campeón de Copa Libertadores, además de Didí Alex Valderrama, quien llegó para el octogonal final. Y en el equipo ya estaban Molina, Pimentel, Germán Morales, Diego Umaña, entre otros.
Un gran equipo que fue superado por el América de Cali y el subcampeón Tolima.

### Cúcuta Deportivo
El Cúcuta Deportivo en la década del 80, se caracterizó por contratar jugadores de mucho cartel, pero que en su mayoría, estaban de retirada. Este es el caso de Palavecino, quien llegó en 1983 al Cúcuta, compartiendo equipo con jugadores de la talla de Ponciano Castro con quien había jugado en el DIM, con Luis Landaburu arquero Argentino, y otros argentinos que llegaron y se fueron sin pena ni gloria, como:Dante Alberto Lugo, Óscar Lalli, Marandet y Franceschini.
Cúcuta fue último, sin embargo el goleador convirtió 17 goles.

### Deportes Tolima
En 1985, integró la plantilla del Tolima pero jugó muy poco. Palavecino tuvo pocos minutos en el Tolima, y no tuvo muy buen fútbol en el equipo "pijao", su fútbol en el Tolima fue muy escaso y no logró una buena actuación. Después de su paso por el Tolima, toma la decisión de retirarse del fútbol. Palavecino quedará en la historia del fútbol colombiano, al lograr muy buenas y destacadas actuaciones en los equipos que pasó, y quedar en la tabla histórica de los goleadores del fútbol colombiano.
Total en Colombia
Anotó 204 goles (jugo 446 partidos) en la liga de la Dimayor, lo que lo sitúa como cuarto goleador histórico.

## Clubes
| Club                   | País      | Año       |
| ---------------------- | --------- | --------- |
| Racing Club            | Argentina | 1969      |
| Sacachispas            | Argentina | 1969      |
| Nueva Chicago          | Argentina | 1970      |
| Vélez Sarsfield        | Argentina | 1971-1972 |
| Nueva Chicago          | Argentina | 1973      |
| Argentinos Juniors     | Argentina | 1974      |
| Once Caldas            | Colombia  | 1975-1976 |
| Atlético Nacional      | Colombia  | 1977-1979 |
| Independiente Medellín | Colombia  | 1980      |
| Santa Fe               | Colombia  | 1981      |
| Millonarios            | Colombia  | 1982      |
| Cúcuta Deportivo       | Colombia  | 1983      |
| Santa Fe               | Colombia  | 1984      |
| Deportes Tolima        | Colombia  | 1985      |